# Ponction de moelle osseuse

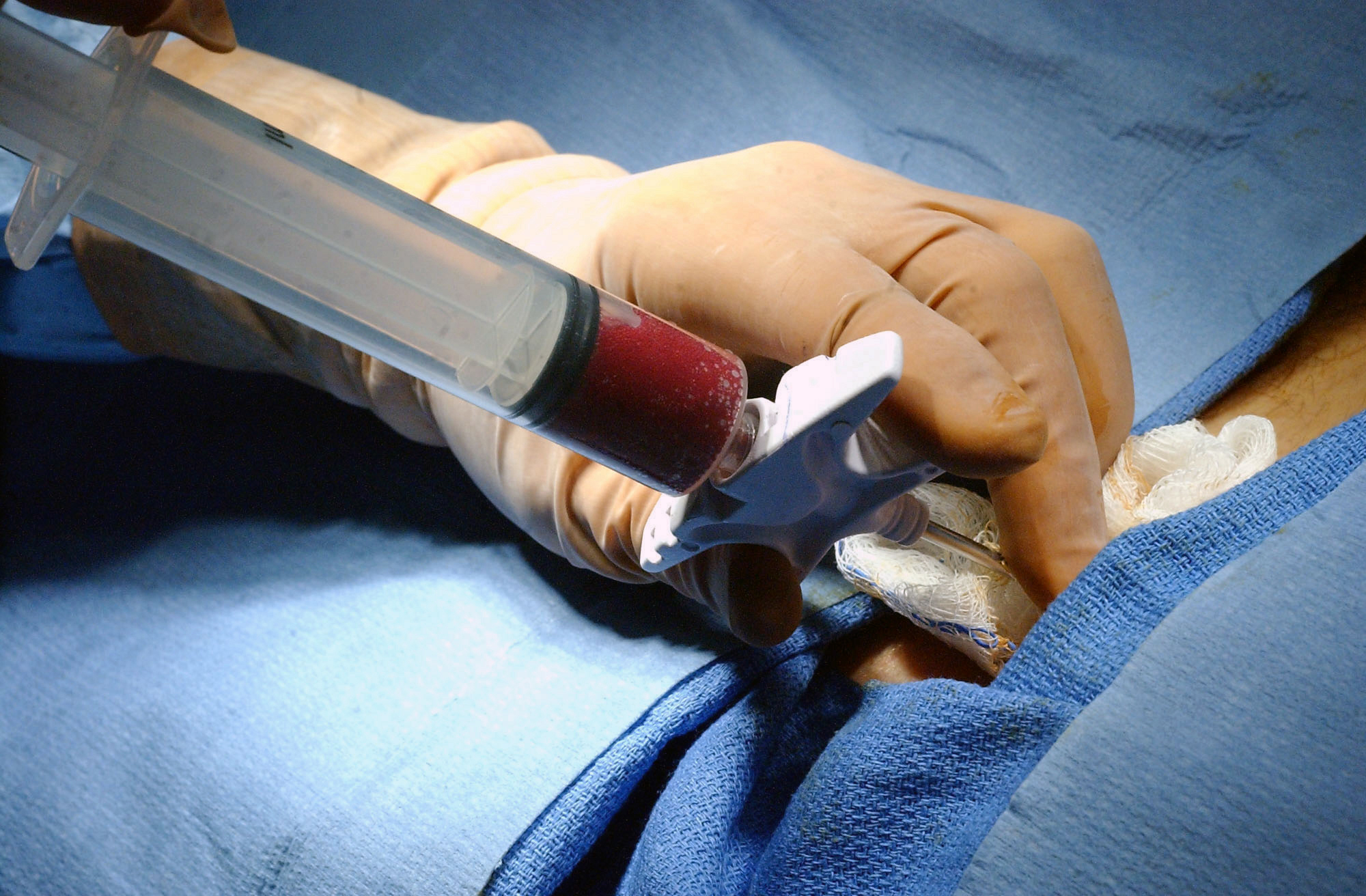
Ponction de moelle osseuse sur l'os iliaque (2002).

La ponction de moelle osseuse est un geste médical consistant à prélever de la moelle osseuse au niveau sternal ou iliaque et ne pouvant être réalisé que par un médecin ou un pharmacien-biologiste.
Ce prélèvement permet la réalisation de différentes analyses sur la moelle osseuse comme :
- un myélogramme ;
- un immunophénotypage ;
- un caryotype médullaire ;

ainsi que le don de moelle osseuse.

## Réalisation
L'échantillon de moelle est prélevé par ponction d'un os :
- siège de la ponction : sternum le plus souvent chez l'adulte et pour les analyses (on parle de ponction sternale), ou crête de l'os iliaque, postérieure ou antérieure (adultes et enfants) surtout pour le don de moelle ; chez le petit enfant, un site alternatif peut être la crête du tibia ;
- la ponction se fait classiquement avec un trocart dit « de Mallarmé » (on utilise de nos jours du matériel jetable) après désinfection soigneuse de la peau ;
- le myélogramme est un geste douloureux, la douleur étant plus due à l'aspiration de la moelle, qu'à la ponction de l'os elle-même. Il est effectué sous anesthésie locale ; chez l'enfant ce geste est fait après prémédication par des antalgiques (morphiniques le plus souvent) et sous inhalation au masque de protoxyde d'azote ;
- une goutte de moelle est ensuite déposée sur une lame et un frottis est réalisé (ou étalement) ;
- les lames sont ensuite mises à sécher puis colorées.

## Contre-indications
Il n'y en a habituellement pas.
Retenir néanmoins :
- qu'il ne faut naturellement pas prélever en zone cutanée infectée ;
- qu'il ne faut pas prélever à travers un tatouage[2] ;
- qu'il ne faut pas prélever en sternal en cas d'antécédent de sternotomie ;
- qu'il ne faut pas prélever en zone irradiée (absence de moelle active).

## Complications
Elles sont très rares (moins de 1 pour 10 000) si on utilise un trocart adapté au geste et au site choisi pour la ponction (la longueur du trocart est variable selon le site ponctionné) ; ces complications sont surtout hémorragiques.